# Mohamed Emara
Mohamed Emara (ur. 10 czerwca 1974) – egipski piłkarz występujący na pozycji pomocnika.

## Kariera klubowa
Mohamed Emara jest wychowankiem klubu Baladeyet El Mahalla SC. Potem od 1996 roku występował w innym klubie ze swojego kraju – Al-Ahly Kair. Dwa lata później odszedł do grającej w Bundeslidze Hansy Rostock. Po czterech sezonach powrócił do Al-Ahly. W 2004 roku trafił do El-Masry, gdzie po dwóch latach zakończył karierę piłkarską.

## Kariera reprezentacyjna
Emara w reprezentacji Egiptu zadebiutował w 1995 roku. Ostatni mecz rozegrał w 2002 roku. Ma na swoim koncie 65 pojedynków międzynarodowych i 2 bramki. Był także powoływany między innymi na Puchar Konfederacji 1999 czy Puchar Narodów Afryki 2002.